# Конюшок Сергій Олександрович
Сергій Олександрович Конюшок (нар. 17 листопада 1983, Київ) — український атлет і телеведучий, президент Федерації стронгмену України.

## Життєпис
Сергій Конюшок народився в Києві (Україна) 17 листопада 1983 року.
Завжди захоплювався спортом, у дитинстві відвідував секції карате, плавання, туризму, метання молоту та вільної боротьби. 1997 року захопився «залізним» спортом і почав тренувальну діяльність у силових видах. У 1999–2001 роках брав участь у багатьох міських та національних змаганнях із пауерліфтингу. Любов до «заліза» вплинула на вибір освіти — 2001 року Конюшок вступив до Національного університету фізичного виховання і спорту України за спеціальністю «силові види спорту», який закінчив з червоним дипломом. У 2006 закінчив магістратуру того ж ВНЗ за спеціальністю «Фізіологія спорту» (червоний диплом). За час навчання у виші двічі ставав ректорським стипендіатом, удостоєний премії голови Київської міської ради «За особливий внесок у розвиток науки». Сьогодні крім професійної спортивної кар'єри, Сергій Конюшок тренує багатьох зірок українського шоу-бізнесу, а також займається телевізійною діяльністю і науковою роботою. У 2006–2010 роках — здобувач наукового ступеня «кандидат наук фізичного виховання і спорту» (тема дисертації — «Вплив адаптогенів на показники спортивної тренованості у важкоатлетів»). Є керівником та співвласником мережі фітнесклубів «Олімп» (Львів)http://olimp-strong.com.ua/kolektyv-2/.  
Веде активну громадську діяльність.

## Спортивна кар'єра. Пауерліфтинг
Дебютував у відкритому чемпіонаті Києва з пауерліфтингу в грудні 1999 року, де у ваговій категорії «до 82 кг» посів 5-е місце. У жовтні 2000 року став бронзовим призером чемпіонату України серед юнаків, а у 2001 році увійшов до складу юніорської збірної України з пауерліфтингу; через 2 роки Сергій Конюшок виконав норматив «майстер спорту» і в цей же час починає тренування в новому для себе виді спорту — силовому екстримі (програма Стронґмен). У 2005 році атлет виграв Кубок України з пауерліфтингу. Є неодноразовим призером чемпіонатів України. За час занять пауерліфтингом Конюшок встановив рекорд України серед юніорів у становій тязі.

## Спортивна кар'єра. Стронґмен
З 2003 року бере участь у змаганнях з силового екстриму (Стронґмен). У 2007 році Сергій Конюшок встановлює рекорд світу зі стронґмену у вправі лог-ліфт. У 2009 році Сергій Конюшок встановлює рекорд світу зі стронгмену у вправі «Фермерська прогулянка» і виграє престижний міжнародний турнір World Record Brakers. З 2009 року Сергій Конюшок співпрацює з компанією Herbalife. Також, у 2010 році, стає віце — чемпіоном турніру «Найсильніша людина України»[1]
У 2009–2010 роках за підтримки Herbalife в Києві та Одесі було організовано 4 силових шоу за участю Конюшка, у рамках яких атлет встановив кілька рекордів, які увійшли до Книги Рекордів України.[2] Всього богатирю належить 15 рекордів України.[3][4][5][6][7][8]
У 2012 році виграв чемпіонат світу зі стронгмену у ваговій категорії 110 кг (http://kp.ua/kiev/371527-serhei-konuishok-snova-stal-samym-sylnym-chelovekom-myra).
У 2015 році став бронзовим призером на парному чемпіонаті Європи зі стронгмену, який проходив 26 вересня 2015 року в Мадриді, в рамках Arnold Classic[9]У 2016 році Сергій встановив новий національний рекорд — зрушив з місця 12 джипів на один метр. Спортсмен уточнив, що вага джипів склала 28 тон плюс пилорама, а також водії та пасажири автомобіля. Загальна вага ланцюжка становила 33 тонни 233 кілограмів [10]

## Основні спортивні досягнення
- 2000 бронзовий призер чемпіонату України з пауерліфтингу серед юніорів
- 2005 переможець Кубку України з пауерліфтингу
- 2008 бронзовий призер чемпіонату України «Богатир року»
- 2009 бронзовий призер чемпіонату України «Богатир року»
- 2009 переможець престижного міжнародного турніру зі стронгмену World Record Brakers
- 2010 срібний призер турніру «Стронг Київ Ерідон»
- 2007—2016 встановив 15 рекордів України
- 2012 Чемпіон світу до 110 кг за версією WSF[11]
- 2015 призер парного чемпіонату Європи зі стронгмену

## Телевізійна діяльність
Сергій Конюшок брав участь у 4-х телевізійних проектах «Ігри патріотів». Був ведучим ранкової телепередачі «Фітнес з Конюшком» на телеканалі «Інтер» (Україна). З лютого 2010 до вересня 2013 року був провідним теле-експертом фітнес-програми «Створи себе», що виходить на українському телеканалі «Ера» за підтримки компанії «Herbalife». З 2014 року є головним продюсером та ведучим проекту «Богатирі» на каналі «2+2».